# Introduction à la lecture de Hegel
Introduction à la lecture de Hegel: leçons sur la Phénoménologie de l'Esprit är en bok av den rysk-franske filosofen Alexandre Kojève, utgiven 1947. Boken innehåller ett urval av de föreläsningar som Kojève höll över Hegels Andens fenomenologi vid École pratique des hautes études mellan 1933 och 1939. Kojève belyser Hegels filosofi genom Marx historiens slut-teori och Heideggers Sein-zum-Tode.